# Canthon rutilans
Canthon rutilans är en skalbaggsart som beskrevs av François Louis Nompar de Caumont de Laporte 1840. Canthon rutilans ingår i släktet Canthon och familjen bladhorningar. Utöver nominatformen finns också underarten C. r. cyanescens.